# Посольство Боснии и Герцеговины в России
Посольство Боснии и Герцеговины в Российской Федерации (босн. Ambasada Bosne i Hercegovine u Moskvi) — дипломатическая миссия Боснии и Герцеговины в России, расположенная в Москве на Мосфильмовской улице. 
- Чрезвычайный и Полномочный Посол Боснии и Герцеговины в Российской Федерации — Иван Орлич (прибыл 15 февраля 2024).

## Дипломатические отношения
Россия признала независимость Боснии и Герцеговины 27 апреля 1992 года. 26 декабря 1996 года между Россией и Боснией и Герцеговиной были установлены дипломатические отношения.

## Послы Боснии и Герцеговины в России
- Гордан Милинич (2002—2005)
- Энвер Халилович (2005—2009)
- Желько Янетович (2009—2012)
- Иван Барбалич (2012—2016)
- Мустафа Муезинович (2016—2020)
- Желько Самарджия (2021—2024)
- Иван Орлич (2024 — н. в.)